# Генерал-поручик (Чехия)
Генерал-поручик (чеш. Generálporučík) — высшее воинское звание в Чехии.
В 1993-1999 гг. — третье по старшинству генеральское звание (выше — генерал армии и генерал-полковник, ниже — генерал-майор), с 1999 г. — второе (выше — генерал армии, ниже — генерал-майор и бригадный генерал).

## Список генерал-поручиков
1. 3 мая 1995 — Куба, Карел (Kuba Karel) (?)
2. 3 мая 1995 — Неквасил, Йиржи (Nekvasil Jiří) (р. 1948)[1]
3. 3 мая 1995 — Прохазка, Радован (Procházka Radovan) (р. 1927)
4. 3 мая 1995 — Юра, Любомир (Jura Lubomír) (?)
5. 30 апреля 1997 — Клима, Ладислав (Klíma Ladislav) (?)
6. 4 мая 1998 — Мартинек, Йиржи (Martinek Jiří) (?)
7. 4 мая 1998 — Шедивый, Йиржи (Šedivý Jiří) (р. 1953)[2]
8. 4 мая 1998 (в отставке) — Седлачек, Томаш (Sedláček Tomáš) (1918-2012)[3]
9. 8 мая 2000 — Паделек, Франтишек (Padělek František) (р. 1952)
10. 8 мая 2001 — Коларж, Йиржи (Kolář Jiří) (р. 1952)
11. 8 мая 2001 — Пержина, Франтишек (Peřina František) (1911-2006)
12. 8 мая 2002 — Файтл, Франтишек (Fajtl František) (1912-2006)
13. 28 октября 2002 — Костелка, Мирослав (Kostelka Miroslav) (р. 1951)
14. 8 мая 2003 — Штефка, Павел (Štefka Pavel) (р. 1954)[4]
15. 7 мая 2005 — Недвед, Владимир (Nedvěd Vladimír) (1917-2012)
16. 8 мая 2005 — Дурица, Ян (Ďurica Jan) (р. 1951)
17. 28 октября 2005 — Колкус, Ярослав (Kolkus Jaroslav) (р. 1954)
18. 8 мая 2006 — Пицек, Властимил (Picek Vlastimil) (р. 1956)[5]
19. 8 мая 2007 — Грабал, Франтишек (Hrabal František) (р. 1957)
20. 28 октября 2009 — Паленик, Ондрей (Páleník Ondrej) (р. 1965)
21. 8 мая 2012 — Павел, Петр (Pavel Petr) (р. 1961)[6]
22. 8 мая 2023 — Карел Ржехка (Karel Řehka) (р. 1975)[7]